# Casamance
Pour l’article homonyme, voir Casamance (fleuve).

Carte de la région Casamance.

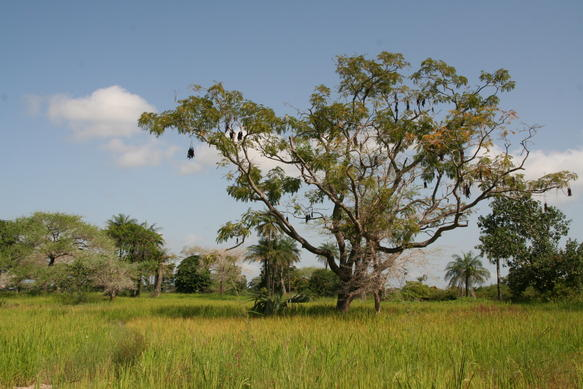
Paysage typique de la Casamance.

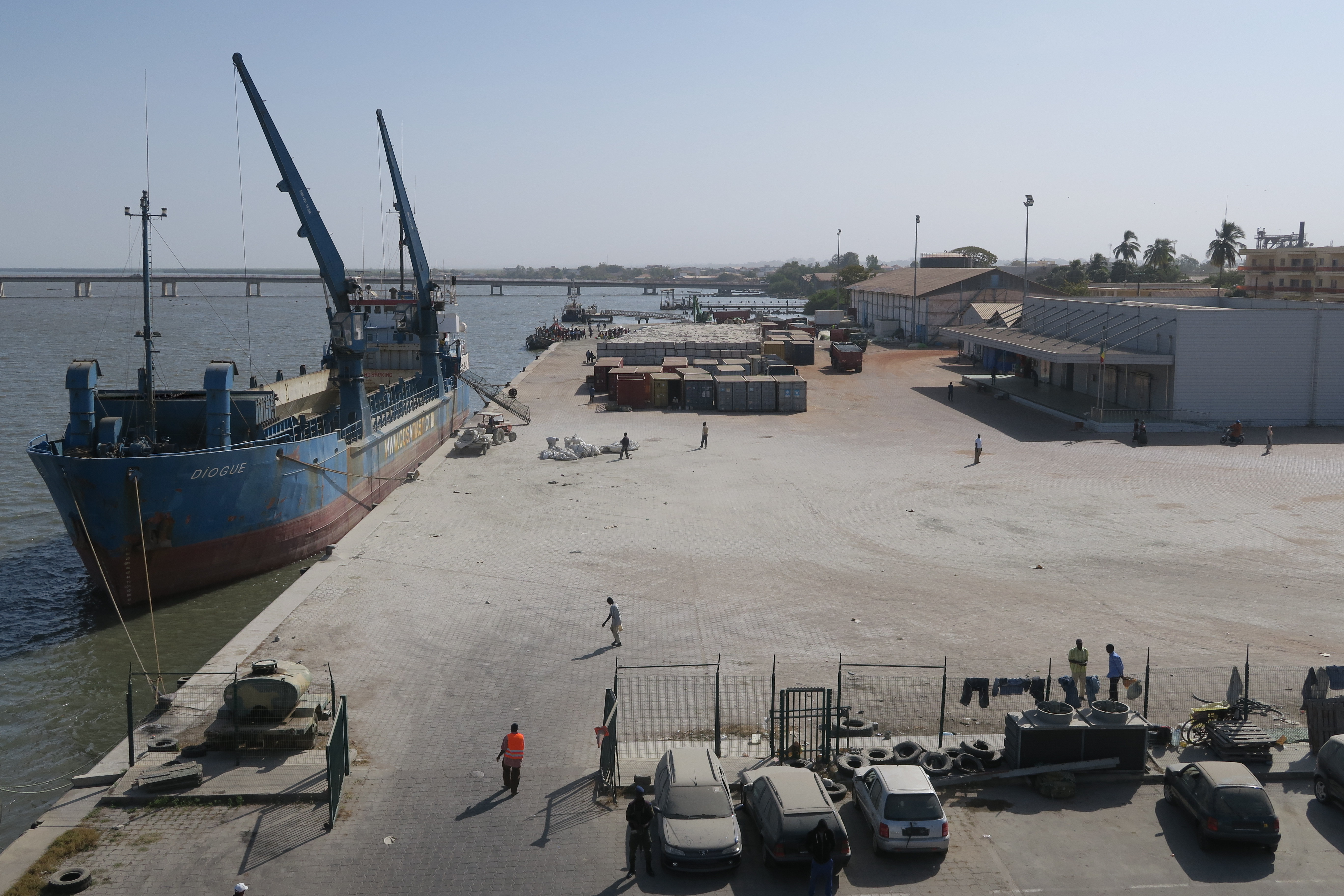
Port de Ziguinchor, décembre 2017.

La Casamance (en portugais : Casamansa), parfois appelée casa-di-mansa (« la terre des rois »), est une région historique et naturelle du Sénégal, située au sud du pays et bordant le fleuve Casamance.

## Géographie

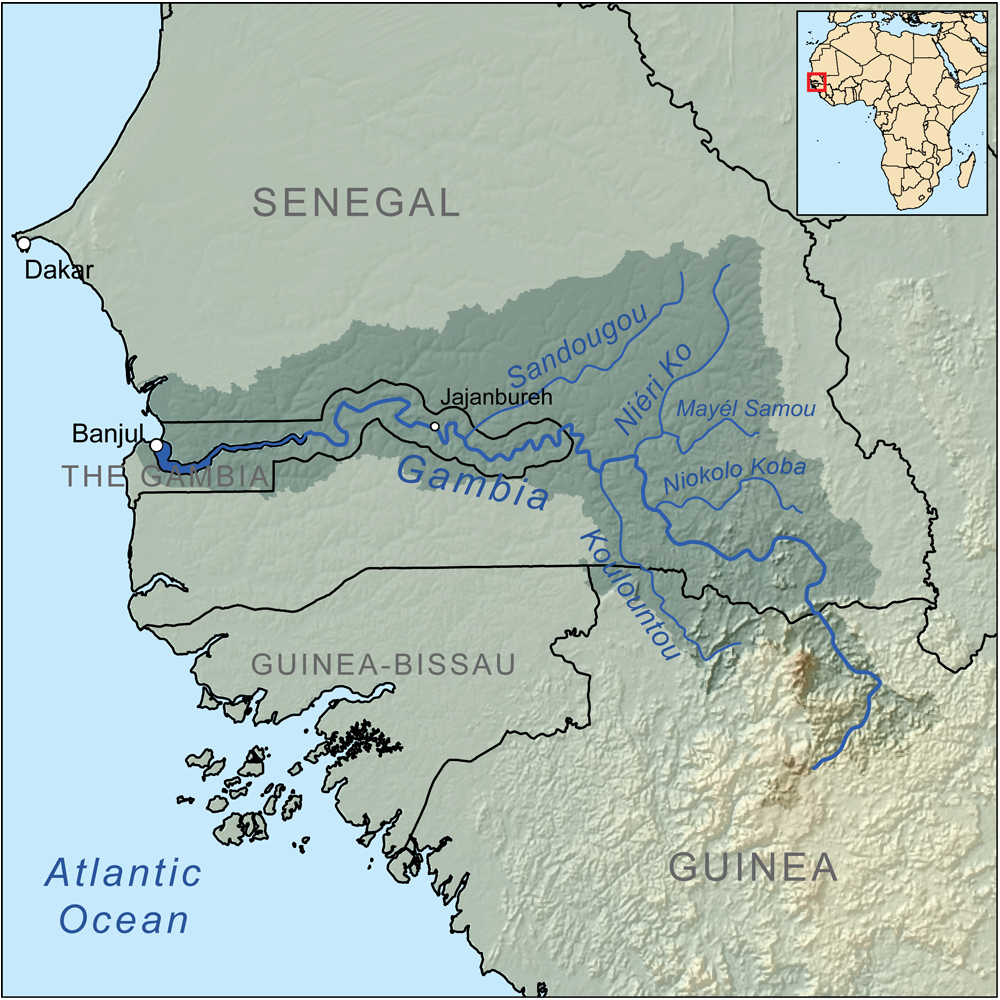

La Casamance est frontalière de la Gambie au nord, de la Guinée-Bissau et de la Guinée au sud et de la région de Tambacounda délimitée par la rivière Koulountou à l'est. Elle est bordée par l'océan Atlantique à l'ouest. La Casamance représente un septième de la superficie totale du Sénégal.
La Casamance a été subdivisée en 1984 en deux nouvelles régions administratives : Ziguinchor et Kolda. En 2008, la région de Kolda a été à son tour subdivisée en deux nouvelles régions : Kolda et Sédhiou. La Casamance compte donc trois régions administratives, à savoir de l'ouest à l'est :
- la région de Ziguinchor (anciennement appelée Basse Casamance) à l'ouest. Les plus grandes villes sont Ziguinchor, Bignona, Oussouye, la station de tourisme de cap Skirring et celle de Kafountine ;
- la région de Sédhiou créée en 2008 ;
- et la région de Kolda (anciennement moyenne Casamance) à l'est. Villes principales : Kolda, Vélingara.

La région de Tambacounda était anciennement une partie de la Casamance historique. Par décret présidentiel, elle a été coupée de la Casamance pour prendre le nom de Sénégal oriental à partir de 1962.

## Population
Les habitants de la Casamance se nomment « Casamançais ».
Les Diolas sont l'ethnie majoritaire, ils parlent le diola (jóola) ou ajamat, avec les dialectes comme boulouf, fogny et kasa. Les Diolas représentent environ 60 % de la population. Les Wolofs, qui constituent le groupe ethnique le plus important au Sénégal, ne représentent que 5 % de la Casamance.
En Casamance, on trouve aussi d'autres ethnies : les Manjaques, les Balantes, les Baïnouks, les Peuls et les Mandingues entre autres.
La région diffère du point de vue linguistique du reste du Sénégal. Le crioulo, une langue créole africaine de souche portugaise parlée en Guinée-Bissau, est courante en Casamance.

## Histoire
La Casamance, appelée également "pays floup" du nom du royaume diola qui a dominé cette région, est un pays de forêts, de fleuves et de rivières. Les premiers colonisateurs ont été étonnés par le talent des architectes diolas, constructeurs de cases à impluvium et de cases à étage, comme à Mlomp notamment.

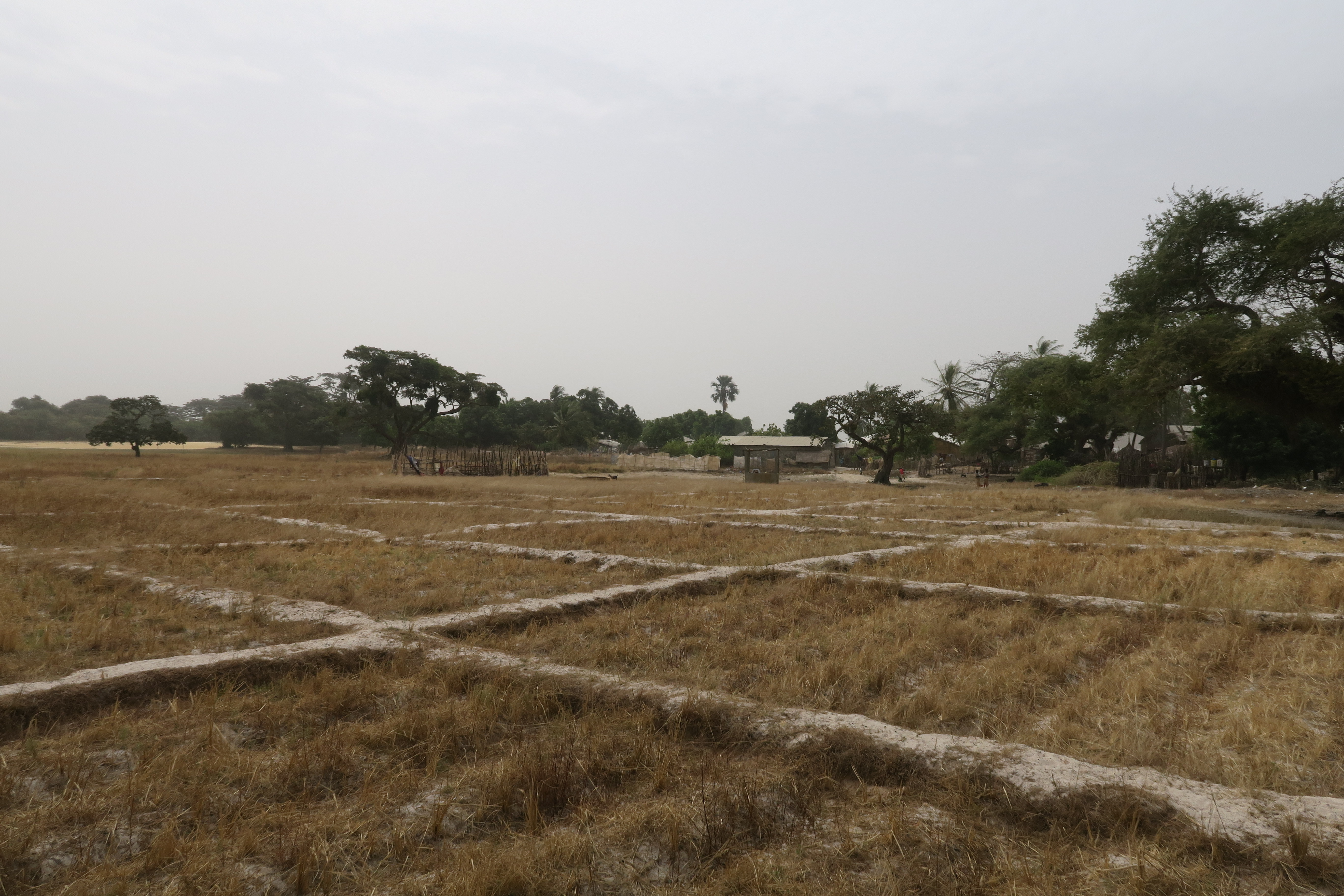
Rizières sur l'Ile d'Ourong en saison sèche.

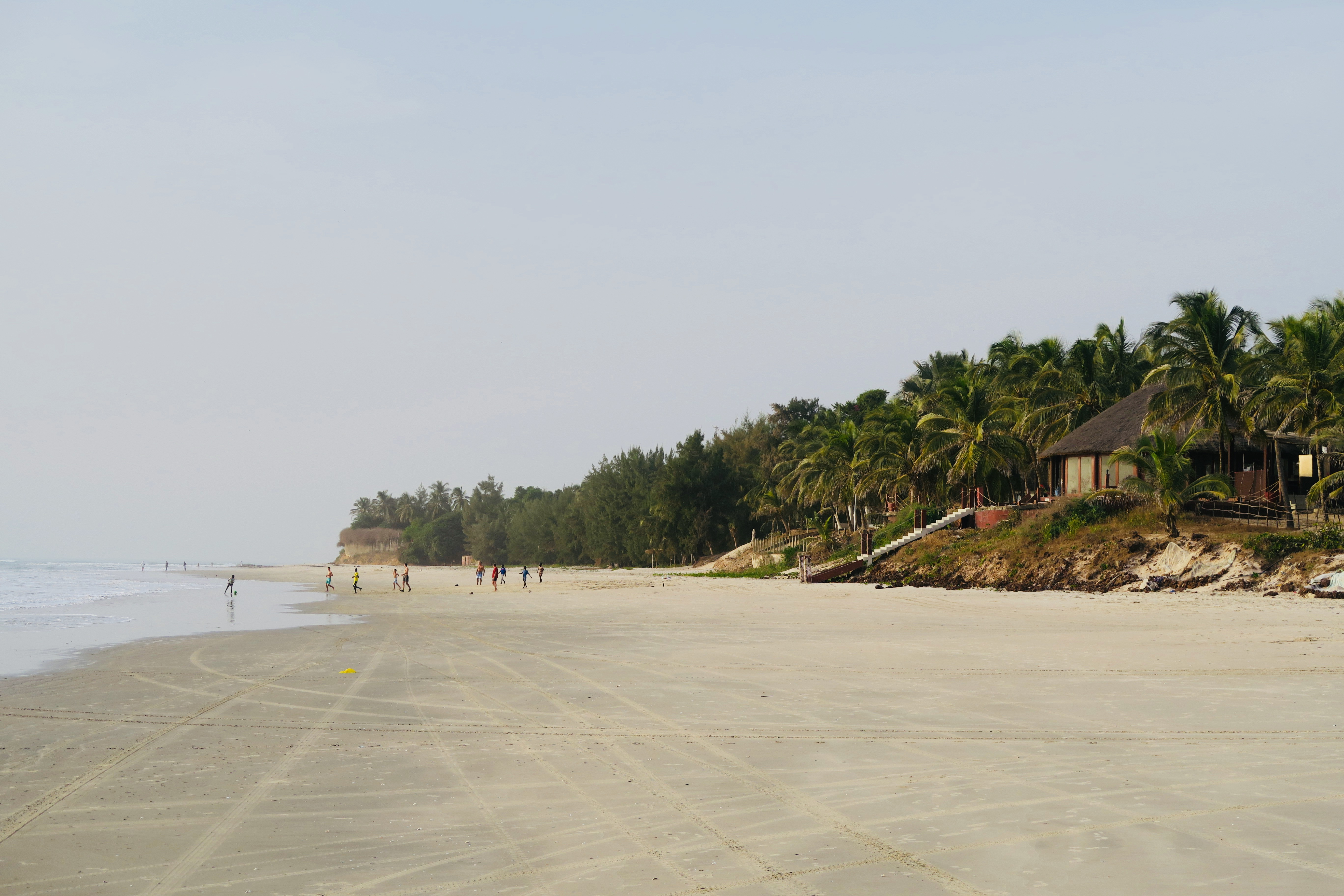
Plage au cap Skirring.

La région a donné naissance à des personnages historiques qui ont lutté contre la colonisation occidentale, et qui sont, encore aujourd'hui, présents dans les mémoires, comme Djignabo Basséne ou Aline Sitoé Diatta (Alyn Sytoe Jata ou Aline Sitow Diatta).
Depuis 1982, le Mouvement des forces démocratiques de Casamance (MFDC) réclame l'indépendance de la région,.

### Chronologie générale
- 1445 : Dinis Dias, navigateur portugais découvre la région et lui donne le nom de « Casamansa » (d'après l'expression malinké « Kasa mansa »[4], signifiant roi des Kasas, sous-groupe des Diolas) ;
- 1456 : Alvise Cadamosto, navigateur vénitien explore la rivière située au sud de la Gambie appartenant au roi local, le Kasa Mansa ;
- 1570 : André Álvares de Almada, navigateur portugais remonte le fleuve Casamance et rencontre le Kasa Mansa à Brikama ;
- 1645 : création du comptoir de Ziguinchor ;
- 1837 : achat d'un terrain par la France où elle construit la forteresse de Sédhiou ;
- 1851 : prise de Karabane par la France, qui proclame sa souveraineté sur Kagnout et Samatit ;
- 1860 : signature de traités par les Français avec plusieurs villages du Boulouf : Tendouck, Elana, Mangagoulack et d'autres ;
- 1878-1880 : invasion du Fogny par Fodé Kaba ;
- 1886 : Ziguinchor devient française par signature d'une convention entre la France et le Portugal ;
- 1892 : installation de la Compagnie française de l'Afrique occidentale (CFAO) d'origine marseillaise à Ziguinchor ;
- 1901 (23 mars) : mort de Fodé Kaba ;
- 1901 : installation d'une compagnie française à Bignona ;
- 1903 : arrestation du roi Sihalebe Jata (ou Diatta) par erreur militaire : le roi est un prêtre aux mains nues. Cette arrestation a fait de Sédhiou une ville sacrée ;
- 1905 : séparation de la mission portugaise et de la mission française à Oussouye après la délimitation définitive des frontières entre la Guinée portugaise et les territoires français ;
- 1908 : avènement de Jankebe, roi de Husuy, successeur de Sihalebe Jata ;
- 1914-1918 : nombreuses pertes humaines pour la Casamance dans la Première Guerre mondiale ;
- 1917 : le gouverneur général Joost van Vollenhoven émet un avis défavorable au principe d'un nouveau recrutement militaire en Casamance. Les populations locales y sont hostiles. « Nous ne sommes pas les maîtres de la Basse Casamance. Nous y sommes seulement tolérés. » « (…) les Diolas viennent de nous prouver que leur obstination incoercible est aussi difficile à vaincre qu'une rébellion active […] Nous sommes malheureusement à peu près désarmés devant ce genre de résistance. On n'admettrait pas en effet l'emploi d'armes contre une population butée qui ne répond à aucune de nos mises en demeure d'obéir mais qui se garderait bien de faire le moindre geste ou de se livrer à une démonstration menaçante. Ce n'est pas la peur des Blancs qui les fait agir de la sorte comme ils le disent mais la volonté bien arrêtée de ne pas nous obéir. Et cela dure depuis que nous occupons le pays, c'est-à-dire depuis 50 ou 60 ans environ. »
- 1918 : arrestation de la prêtresse Alandiso ;
- 1920 : répression militaire à Bayotte pour refus de payer les impôts ;
- 1942 : apogée du culte de Kasila, autel de prière pour la pluie selon le rite d'Aline Sitoé Diatta, prêtresse charismatique, déportée sans retour pour son influence civile ;
- 1943 : incendie et destruction d'Efok par mesure répressive. Le colonel Sajous accompagné du sergent chef Mandros, du médecin militaire Raoul et de l'interprète Tété Diédhiou mettent en œuvre un plan d'arrestation de la prêtresse charismatique Aline Sitoé Diatta à Kabrousse ;
- 1960 : indépendance du Sénégal ;
- 1996-1997 : les combats reprennent et s'intensifient.

Le drapeau adopté par le MFDC en 1988.

### Chronologie du mouvement séparatiste
- 26 décembre 1982 : attaque du MFDC faisant des centaines de victimes en plein jour dans la ville de Ziguinchor. Elle a pris progressivement la forme d'un conflit armé entre le Mouvement des forces démocratiques de Casamance (MFDC) et le pouvoir hérité des accords d'indépendance de 1960[5] ;
- 1991 : le député Marcel Bassène : ce natif de la région membre du Parti démocratique sénégalais (PDS) est le premier « Monsieur Casamance ». Il est nommé en 1990 par le président Abdou Diouf pour discuter avec le MFDC d’un retour au calme, prélude à de futures négociations. Un an plus tard, précisément le 31 mai 1991, Marcel Bassène obtient la signature à Bissau du premier cessez-le-feu entre l’État du Sénégal et le MFDC.
- 2002 : Naufrage du Joola, ferry de jonction avec Dakar, faisant près de 2 000 victimes, principalement des Casamançais ;
- 30 décembre 2004 : signature d'un accord de paix entre le président Abdoulaye Wade et le secrétaire général du MFDC Augustin Diamacoune Senghor ;
- 14 janvier 2007 : mort d'Augustin Diamacoune Senghor ;
- 13 décembre 2011 : pour asseoir ses revendications d'indépendance, le MFDC a enlevé 5 militaires sénégalais après une attaque contre un cantonnement de l'armée qui a fait plusieurs morts dans le village de Kabeum[6] ;
- Depuis 2016, après 4 ans de calme, la Casamance n'est plus considérée comme une "zone à risques" par la France[7].
- 6 janvier 2018 : assassinat de 13 coupeurs de bois[8] dans la forêt de Bourofaye Bainounk située en Basse Casamance, à proximité de la frontière avec la Guinée-Bissau. Les indépendantistes du MFDC ont « condamné fermement cet acte » et ont demandé aux autorités sénégalaises « d’orienter l’enquête » vers les responsables du trafic illégal de bois de teck[9].
- mai 2021 : L’armée sénégalaise a mené des frappes aériennes et à l’arme lourde contre une base de retranchement de rebelles en Casamance[10].
- 23 février 2025 : le gouvernement sénégalais signe, un protocole d’accord de paix avec front Front Sud du Mouvement des forces démocratiques de Casamance une des factions du Mouvement des forces démocratiques de Casamance (MFDC)[11],[12]

## Économie

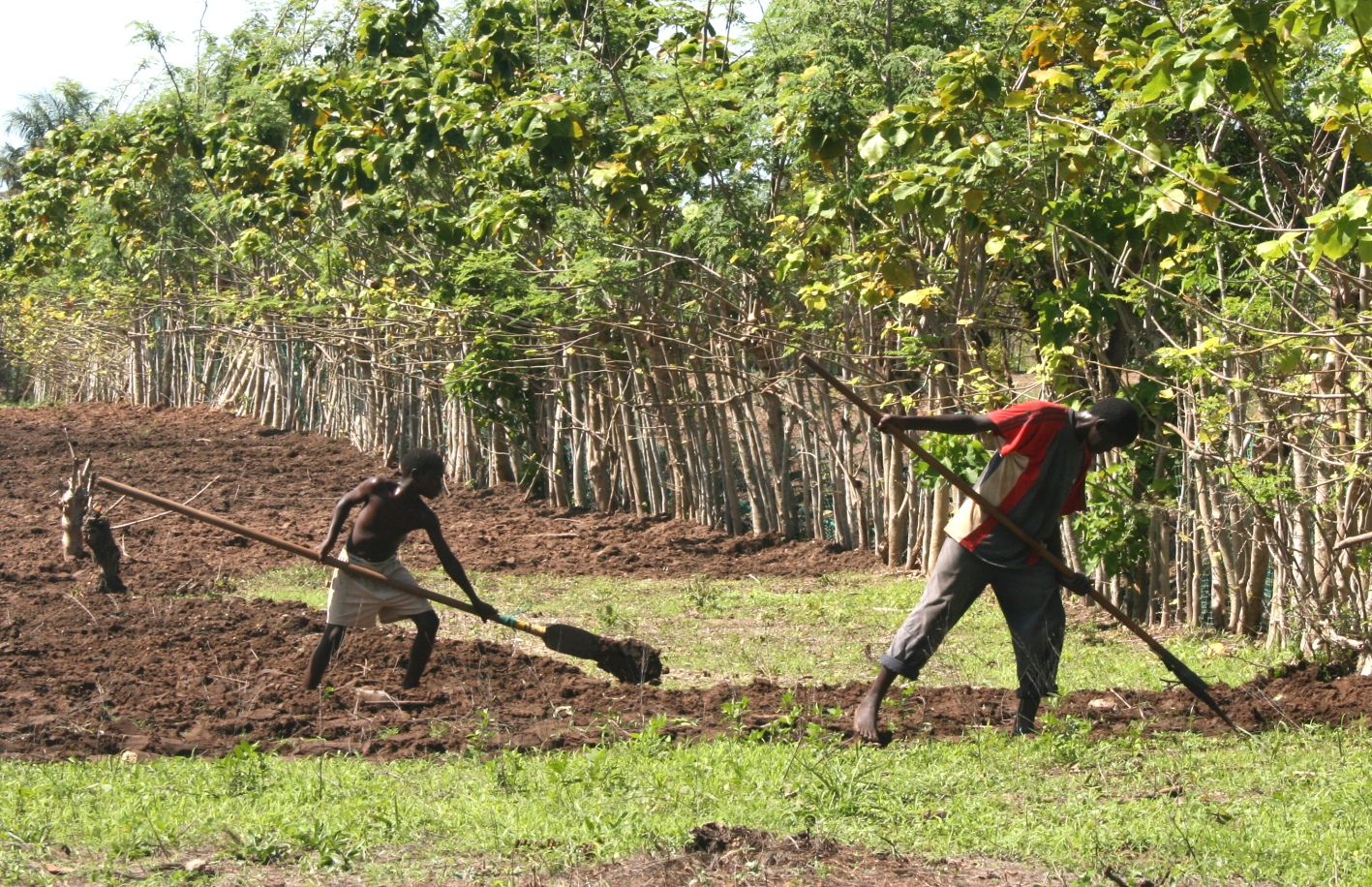
Utilisation du kajendo pour le labourage avant le semis du riz.

La Casamance est principalement caractérisée par une économie du secteur primaire.

### Tourisme
Les infrastructures significatives sont essentiellement touristiques et situées en bordure d'océan atlantique : au nord-ouest du fleuve Casamance, à Kafountine et Abéné et au sud-ouest à cap Skirring. Cette dernière localité est réputée, autant par ses plages paradisiaques, considérées comme les plus belles de toute l'Afrique de l'Ouest, que par la présence depuis 35 ans d'un village 4 tridents du Club Méditerranée. Depuis le début des années 2000, de nombreuses structures d'hébergement de toutes catégories, du simple campement intégré, géré par les populations locales, à l'hôtel cinq étoiles Luxe-Charme-Authenticité (normes touristiques locales) se sont installées à proximité, faisant de cap Skirring la deuxième station balnéaire en taille du Sénégal, mais la première en beauté naturelle. Le tourisme fait vivre directement ou indirectement 6,4 % de la population active de la Casamance. En 2018, la Casamance compte une quarantaine d’hôtels, 87 campements et auberges en activité.

### Sylviculture
Le bois est extrait pour la construction et la fabrication de meubles.

### Agriculture
Dans les vallées fluviales de la Casamance et de ses affluents, la riziculture est l'activité principale. Dans les plateaux, on cultive céréales, légumes, laitue, noix de cajou, mangues, agrumes et huile de palme. Le long du fleuve Casamance et de ses affluents sont pratiquées la pêche et l'ostréiculture.
On trouve en Casamance une migration de travail saisonnière ou de longue durée constituée d'émigrants de Guinée-Bissau ou de Guinée, réfugiés de la pauvreté et de l'instabilité qui affectent les pays voisins depuis de nombreuses années.

### Pêche
La Casamance est riche en ressources halieutiques. Les débarquements de produits halieutiques dans la région de Ziguinchor sont évalués à 64 810 t en 2017, pour une valeur commerciale estimée à 23,39 milliards de francs CFA (35 millions d'euros)[réf. souhaitée] dont la gestion pourrait largement être optimisée.

### Une région minée
Depuis le début du conflit en Casamance en 1982, la productivité de la région a considérablement diminué. L'incertitude persistante de la situation politique et les vastes étendues de terres couvertes de mines terrestres (qui ont déjà fait plus de 1 000 victimes) empêchent l'exploitation des champs. L'état sénégalais s'est engagé à déminer la Casamance avant 2021 mais la présence de rebelles indépendantistes et l'absence de financements empêchent le bon déroulement de ces opérations.
Une économie de guerre s'est formée, dont profitent en particulier les diverses factions rebelles de Casamance. En surexploitant les bois précieux (notamment le bois de vène), la culture du chanvre ou le racket de protection, ils financent leur équipement et parviennent à une relative indépendance par rapport aux donateurs étrangers. Entre 2010 et 2015, environ 10 000 hectares de forêts sont partis en fumée. Une hécatombe principalement due aux activités d’une mafia chinoise très organisée, qui pille les forêts de Casamance. Ces activités ne se limitent pas à la Casamance, mais incluent les pays voisins, la Gambie et la Guinée-Bissau.
En 2020, il reste 1,2 million de mètres carrés de terrain à déminer dans la région.

## Climat

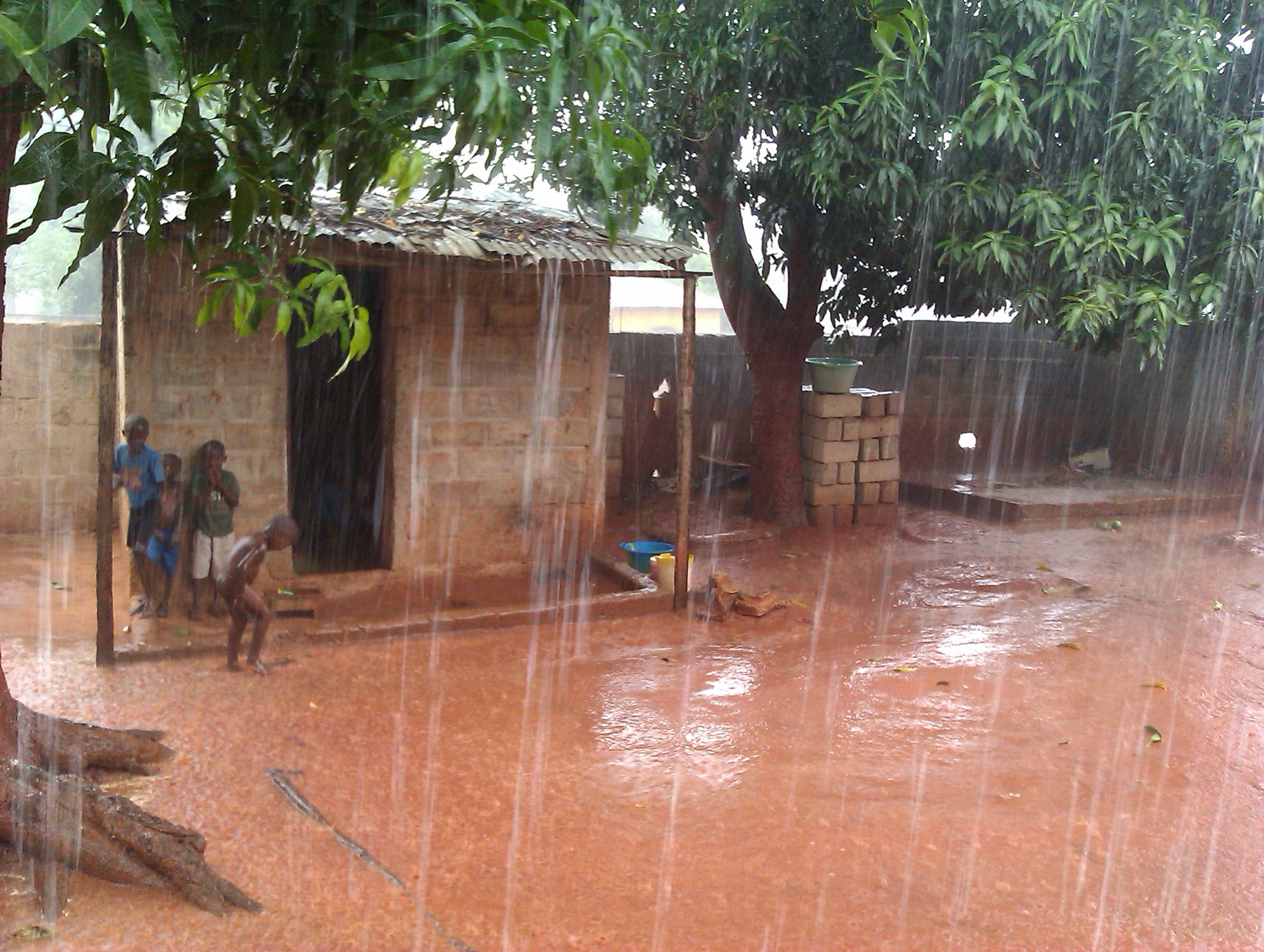
Forte pluie tropicale au mois de juillet.

La région entière de Casamance connaît un climat tropical de savane chaud et plus ou moins sec. Les températures sont en permanence assez élevées de jour et descendent rarement en dessous de 20 °C la nuit, les mois de décembre et janvier étant les plus frais. La Basse Casamance bénéficie d’un régime thermique marqué par un maximum de 38 °C en juin. La sensation de chaleur est atténuée par l'influence maritime sur la côte. C'est ainsi que le climat est sensiblement différent entre Cap Skirring (sur la côte) et Ziguinchor à 70 km dans les terres où la chaleur est plus étouffante.
La saison des pluies en Casamance dure environ quatre à cinq mois et se situe entre juin et octobre. Les précipitations moyennes dans la région sont supérieures à celles du reste du Sénégal, la plupart des régions recevant plus de 1 270 mm par an et atteignant jusqu'à 1 780 mm à certains endroits. La végétation de Casamance est donc différente de celle du Nord et du centre du Sénégal.

### Films

#### Films documentaires
- 1968 : La Lutte casamançaise (film de Momar Thiam).
- 2006 : Casamance : l'autre Sénégal (film documentaire de Virginie Berda, 51 min).

#### Films de fiction
(dont certaines séquences ont été tournées en Casamance)
- 1971 : Emitaï d'Ousmane Sembène.
- 1996 : Más allá del jardín de Pedro Olea (Espagne).